# (29876) 1999 GR16
(29876) 1999 GR16 (1999 GR16, 1991 SR2, 2000 LT3) — астероїд головного поясу, відкритий 15 квітня 1999 року.
Тіссеранів параметр щодо Юпітера — 3,230.